# Diretmidae
Diretmidae – rodzina morskich ryb beryksokształtnych (Beryciformes).

## Klasyfikacja
Rodzaje zaliczane do tej rodziny:
Diretmichthys — Diretmoides — Diretmus